# Vescomtat de Rouen
El vescomtat de Rouen fou una jurisdicció feudal de Normandia a la regió de Rouen.
S'esmenta com a vescomte de Rouen a Goseli que era també vescomte d'Arques que apareix en una donació de l'agost del 1027 en la que el duc Ricard II de Normandia donava propietats a l'abadia de Bernay; el 1030 confirmava la fundació per Robert II de l'abadia de Sainte-Trinité at Rouen a la que feia una donació entre 1030 i 1035. Es va casar amb Emmelina i foren pares d'una filla que es va casar amb Jofre, fill d'Osberm de Bolbec que va exercir com a vescomte d'Arques.
Del vescomtat de Rouen no se'n torna a parlar fins un segle després quan era vescomte Guillem que atorgava una carta de donació a finals del 1150 o començaments del 1151 a favor de Notre-Dame-du-Pré a Rouen.